# 帕拉冬季兩項
殘疾冬季兩項是專為傷殘人士而設的一項運動，規則與健全人版本一樣。
至於賽事方面，會分為企立組(Standing events)、坐立組(Sitting events)和視障組(Visually impaired)。

## 外部連結
國際殘奧會官方網頁